# Климко Іван Миколайович

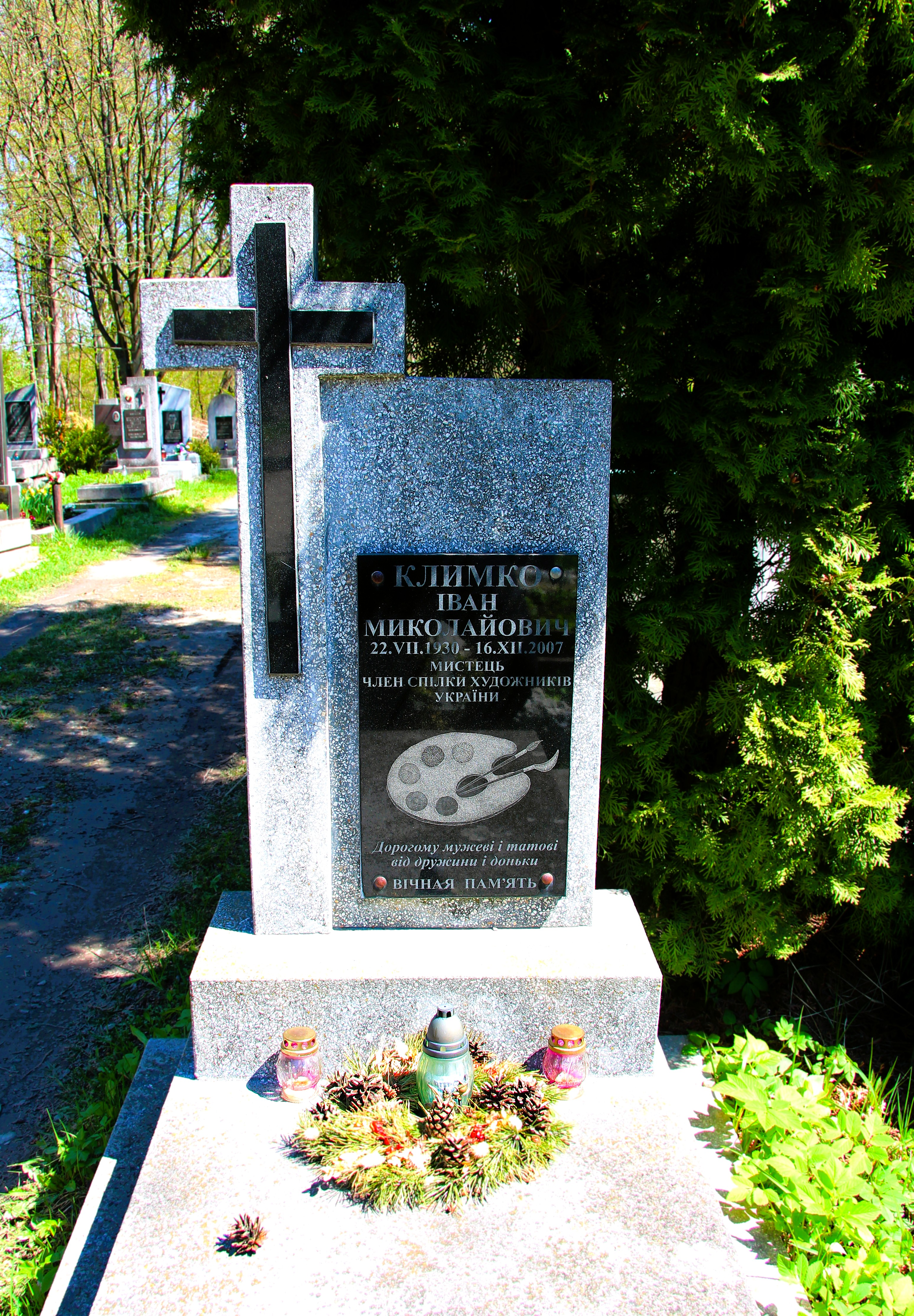
Надгробок на могилі українського художника Івана Климка.

Іва́н Микола́йович Климко́ (22 липня 1930, с. Зушиці, нині Львівська область — 16 грудня 2007, м. Львів) — український кераміст, живописець. Член Національної спілки художників України (1980).

## Життєпис
Іван Климко народився 22 липня 1930 року в селі Зушицях, тепер Заверешиця, яке розташоване у Львівській області.
1952 року закінчив Львівське училище прикладного мистецтва імені Івана Труша (викладачі з фаху Іван Севера, Олекса Шатківський, Григорій Смольський, Ярослав Нановський, Тарас Порожняк), 1963-го — Львівський інститут прикладного та декоративного мистецтва (викладач з фаху Іван Севера).
З 1963 року викладав у Косівському училищі прикладного мистецтва. Протягом 1967—2003 років діяльний у творчій майстерні, яка функціонувала на Львівській експериментальній кераміко-скульптурній фабриці. А також одночасно в 1968—1969 роках працював на посаді старшого художника Берегівського майолікового заводу, що на Закарпатті. У 1975—1978 роках був викладачем Янівського різьбярського училища, яке тепер розташоване в селищі Івано-Франковому.
Помер 16 грудня 2007 року у Львові. Похований на 22 полі Сихівського цвинтаря.

## Творчість
З 1970-х років брав участь в обласних, усеукраїнських та міжнародних виставках. У 1978, 1985 та 1993 роках відбувалися персональні виставки у Львові.
Творив у галузях декоративно-ужиткової кераміки, монументальної керамічної пластики, станкової скульптури та живопису. У малярстві Климко поступово переходив від узагальнених, площинно-декоративних рішень у 1960-х рр. до «нової предметності», яка мала чітку об'ємно-матеріальну виписаність форм при загальній умовності просторово-композиційних рішень, а також декоративному звучанні колориту. У найкращих роботах Климко використовує українські народні традиції, в яких проявляється лаконізм з образно-пластичною мовою, а також зібраністю монументалізованістю побудов і фольклорно-історичними тематиками. Деякі роботи на зберіганні у фондах Львівської галереї мистецтв та Національного музею у Львові, а також приватних колекціях та за кордоном (зокрема в США, Канаді, Німеччині та Чехії).
Найважливіші роботи:
- керамічна пластика: «Перебендя» (1969), «Дума про трьох братів», «Кривоніс Максим» (обидва — 1971), «Козак Мамай» (1973), «На Івана Купала» (1986);
- скульптура «Ніжність» (1973);
- ліхтар «Тіні забутих предків» (1975);
- керамічні композиції: «Сім'я» (1975), «Верховина» (1987);
- куманці: «Дівчина», «Борці», «Леви»;
- свічники: «Олень-трійця», «Козацька вежа» (усі — 1979), «Тарасове натхнення» (1987);
- декоративні тарелі: «Гаївки» (1978), «Гей, там на горі жнеці» (1980), «Три гуцулки», «Сурмач», «Сутичка біля Золотих воріт» (усі — 1982), «Сім'я вечеря коло хати» (1983), «Рідна земля — казка» (1986);
- панно: «Гарбарі» (1984), «Три зозулі з поклоном» (1988), «Козацька дума», «Козацький кіш», «Надія. Віра. Любов» (усі — 1989);
- живопис: «Козацька погоня» (1976), «Букет у глечику» (1980), «Човни», «Снов-ріка» (обидва — 1983), «Вічний козак» (1986), «Запах хліба і жасмину», «Перед Великоднем» (обидва — 1992), «Ще не вмерла Україна» (1996).